# Centaurium anatolicum
Centaurium anatolicum är en gentianaväxtart som först beskrevs av Karl Heinrich Koch, och fick sitt nu gällande namn av N.N. Tzvelev. Centaurium anatolicum ingår i släktet aruner, och familjen gentianaväxter. Inga underarter finns listade i Catalogue of Life.